# Petalium bicolor
Petalium bicolor là một loài bọ cánh cứng thuộc họ Ptinidae.